# Brunswick (Maine)
Brunswick ist eine Town im Cumberland County des Bundesstaates Maine in den Vereinigten Staaten. Im Jahr 2020 lebten dort 21.756 Einwohner in 9.966 Haushalten auf einer Fläche von 166,4 km².

## Geografie
Nach den Angaben des United States Census Bureaus hat Brunswick eine Fläche von 140,7 km², wovon 121,0 km² aus Land und 19,73 km² aus Gewässern bestehen.

### Geografische Lage
Die Stadt liegt nahe der Atlantikküste im Osten des Cumberland County und nur etwa 30 km nordöstlich von Portland. Nördlich grenzt Brunswick an die Merrymeeting Bay an, in die der aus Norden kommende Kennebec River und der aus Westen kommende Androscoggin River münden. Im Süden befinden sich mehrere Buchten, die alle zur Casco Bay gehören. Die Oberfläche des Gebietes ist eben, ohne nennenswerte Erhebungen.

### Nachbargemeinden
Alle Entfernungen sind als Luftlinien zwischen den offiziellen Koordinaten der Orte aus der Volkszählung 2010 angegeben.
- Norden: Topsham, 3,3 km
- Osten: Bath, 14,4 km
- Südosten: Phippsburg, 17,5 km
- Süden: Harpswell, 6,2 km
- Westen: Freeport, 13,3 km
- Nordwesten: Durham, 17,3 km

### Stadtgliederung
In Brunswick gibt es mehrere Siedlungen: Brunswick, Bunganuc Landing, Cooks Corner, Deep Cut, Dyer Corner, Growstown, Gurnet, Harding (Hardings), Hillside, Merepoint (Mere Point, Mare Point), Oak Hill Station (ehemaliges Postamt), Pennellville und West Brunswick (ehemaliges Postamt).

### Klima
|                       | Jan  | Feb  | Mär   | Apr   | Mai   | Jun  | Jul  | Aug  | Sep   | Okt   | Nov   | Dez   |   |         |
| Mittl. Tagesmax. (°C) | −1   | 0    | 5     | 11    | 17    | 22   | 25   | 25   | 20    | 14    | 8     | 1     | ⌀ | 12,3    |
| Mittl. Tagesmin. (°C) | −11  | −10  | −4    | 1     | 6     | 11   | 15   | 14   | 10    | 4     | 0     | −7    | ⌀ | 2,5     |
|                       |      |      |       |       |       |      |      |      |       |       |       |       |   |         |
| Niederschlag (mm)     | 91,4 | 86,4 | 106,7 | 109,2 | 101,6 | 99,1 | 81,3 | 86,4 | 101,6 | 116,8 | 129,5 | 106,7 | Σ | 1.216,7 |
|                       |      |      |       |       |       |      |      |      |       |       |       |       |   |         |
| Regentage (d)         | 12,3 | 9,2  | 10,9  | 10,4  | 13,0  | 12,0 | 11,3 | 9,4  | 9,7   | 10,8  | 11,3  | 12,6  | Σ | 132,9   |

| −11 |

| −10 |

| −4 |

| 1 |

| 6 |

| 11 |

| 15 |

| 14 |

| 10 |

| 4 |

| 0 |

| −7 |

| −11 |

| −10 |

| −4 |

| 1 |

| 6 |

| 11 |

| 15 |

| 14 |

| 10 |

| 4 |

| 0 |

| −7 |

Die mittlere Durchschnittstemperatur in Brunswick liegt zwischen −6 °C im Januar und 20 °C im Juli. Damit ist der Ort gegenüber dem langjährigen Mittel der USA im Winterhalbjahr um etwa 5 Grad und im Sommerhalbjahr um etwa 3 Grad kühler, aber im Winter 3 bis 4 Grad wärmer als im Mittel Maines. Die mittlere jährliche Schneefallhöhe beträgt ca. 1,7 m, mit Niederschlägen zwischen Oktober und April und einem Spitzenwert im Januar von 53 cm. Die tägliche Sonnenscheindauer liegt zwischen März und November am unteren Rand des Wertespektrums der USA.

## Geschichte
Im Jahr 1628 wurde an den Wasserfällen des Androscoggin Flusses eine Siedlung errichtet. 1738 erhielt der Ort die Stadtrechte und wurde zu Ehren des Hauses Braunschweig benannt. Brunswick ist Heimat des Bowdoin Colleges und der Naval Air Station Brunswick. In mehreren historischen Stadtbezirken stehen Herrenhäuser der früheren Schiffskapitäne, die vorwiegend in einem griechisch neoklassischem Baustil. Dazu sind auch viele Gebäude im sog. amerikanischen Bundesstil des frühen 19. Jahrhunderts errichtet worden. Eine mit Bäumen gesäumte Promenade verbindet das Bowdoin College mit der Innenstadt.

### Einwohnerentwicklung
| Volkszählungsergebnisse – Town of Brunswick, Maine | Volkszählungsergebnisse – Town of Brunswick, Maine | Volkszählungsergebnisse – Town of Brunswick, Maine | Volkszählungsergebnisse – Town of Brunswick, Maine | Volkszählungsergebnisse – Town of Brunswick, Maine | Volkszählungsergebnisse – Town of Brunswick, Maine | Volkszählungsergebnisse – Town of Brunswick, Maine | Volkszählungsergebnisse – Town of Brunswick, Maine | Volkszählungsergebnisse – Town of Brunswick, Maine | Volkszählungsergebnisse – Town of Brunswick, Maine | Volkszählungsergebnisse – Town of Brunswick, Maine |
| Jahr                                               | 1700                                               | 1710                                               | 1720                                               | 1730                                               | 1740                                               | 1750                                               | 1760                                               | 1770                                               | 1780                                               | 1790                                               |
| -------------------------------------------------- | -------------------------------------------------- | -------------------------------------------------- | -------------------------------------------------- | -------------------------------------------------- | -------------------------------------------------- | -------------------------------------------------- | -------------------------------------------------- | -------------------------------------------------- | -------------------------------------------------- | -------------------------------------------------- |
| Einwohner                                          |                                                    |                                                    |                                                    |                                                    |                                                    |                                                    |                                                    |                                                    |                                                    | 1357                                               |
| Jahr                                               | 1800                                               | 1810                                               | 1820                                               | 1830                                               | 1840                                               | 1850                                               | 1860                                               | 1870                                               | 1880                                               | 1890                                               |
| Einwohner                                          | 1809                                               | 2682                                               | 2931                                               | 3547                                               | 4259                                               | 4977                                               | 4723                                               | 4687                                               | 5384                                               | 6012                                               |
| Jahr                                               | 1900                                               | 1910                                               | 1920                                               | 1930                                               | 1940                                               | 1950                                               | 1960                                               | 1970                                               | 1980                                               | 1990                                               |
| Einwohner                                          | 6806                                               | 6621                                               | 7261                                               | 7604                                               | 8658                                               | 10996                                              | 15797                                              | 16195                                              | 17366                                              | 20906                                              |
| Jahr                                               | 2000                                               | 2010                                               | 2020                                               | 2030                                               | 2040                                               | 2050                                               | 2060                                               | 2070                                               | 2080                                               | 2090                                               |
| Einwohner                                          | 21172                                              | 20278                                              | 21756                                              |                                                    |                                                    |                                                    |                                                    |                                                    |                                                    |                                                    |

## Kultur und Sehenswürdigkeiten

### Museen
In Brunswick steht das Joshua L. Chamberlain Museum, das der Erinnerung an den Kriegshelden der Union, den Gouverneur Maines und den Präsidenten des Bowdoin-Colleges, Joshua L. Chamberlain gewidmet ist. Chamberlain liegt auch in Brunswick auf dem Pine Grove Cemetery begraben.

### Bauwerke

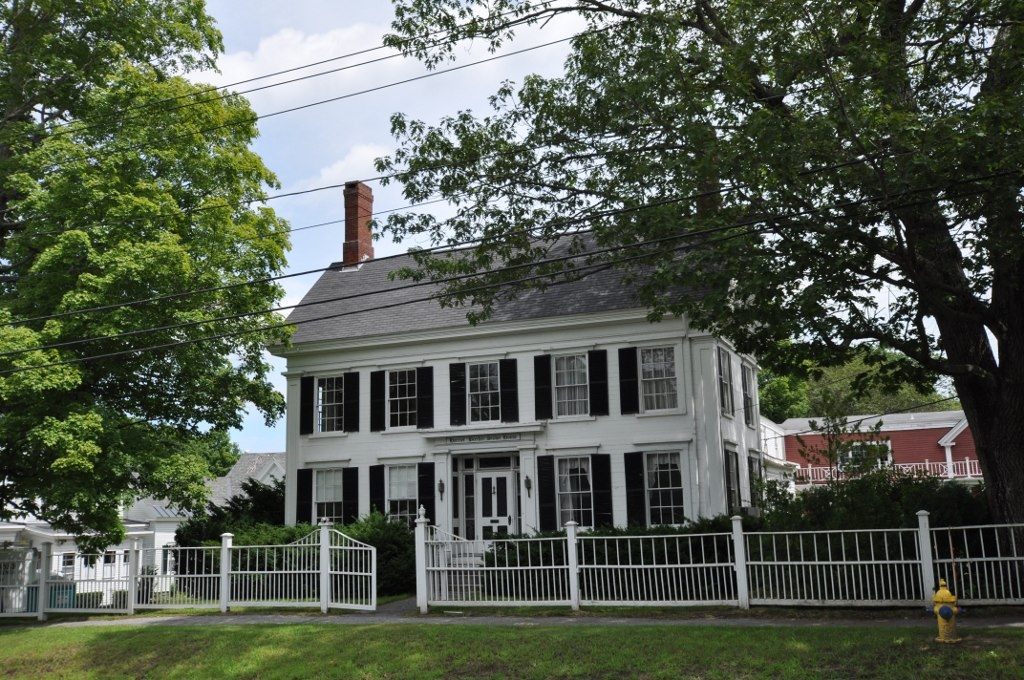
Harriet Beecher Stowe House

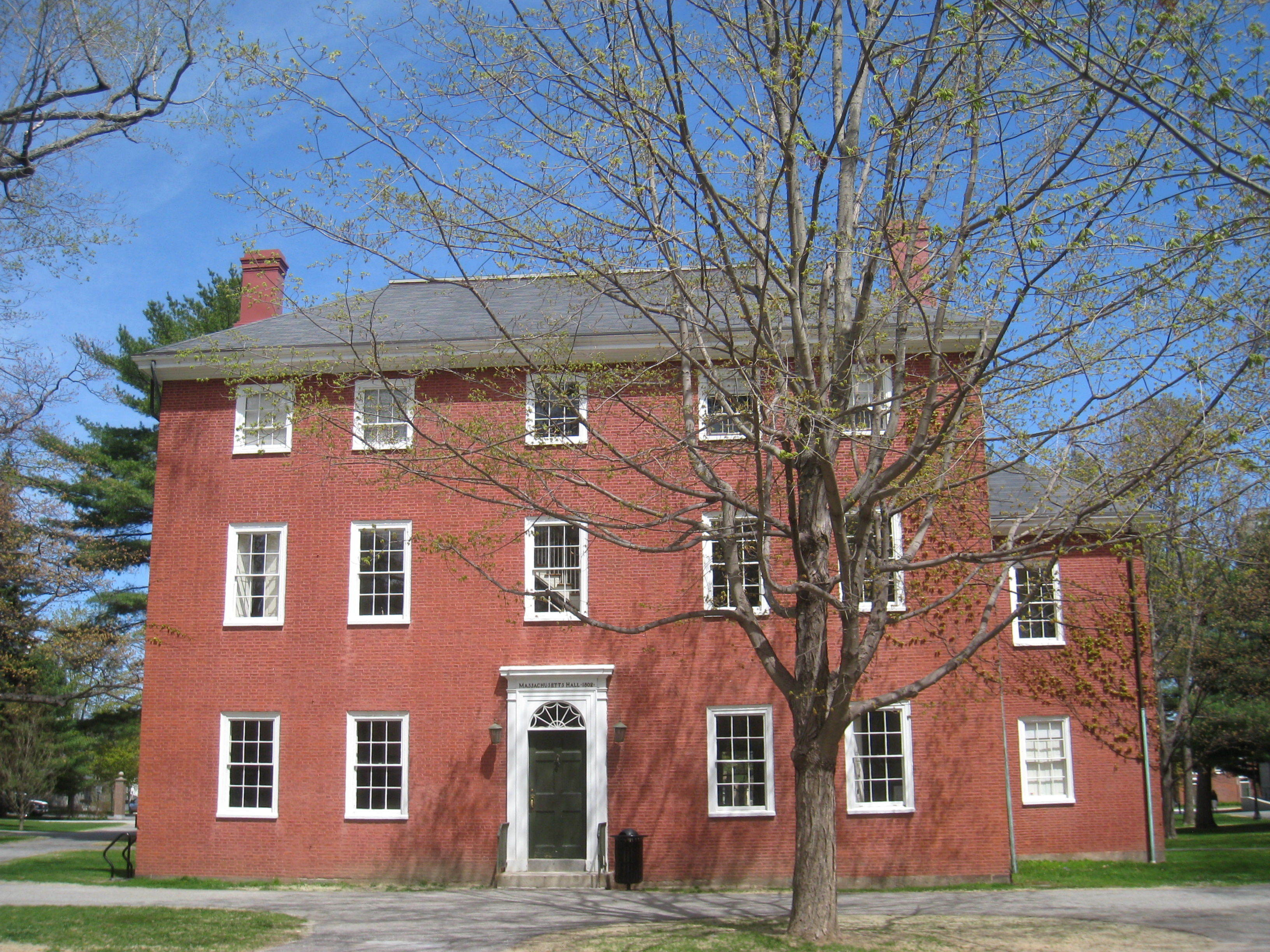
Massachusetts Hall, Bowdoin College

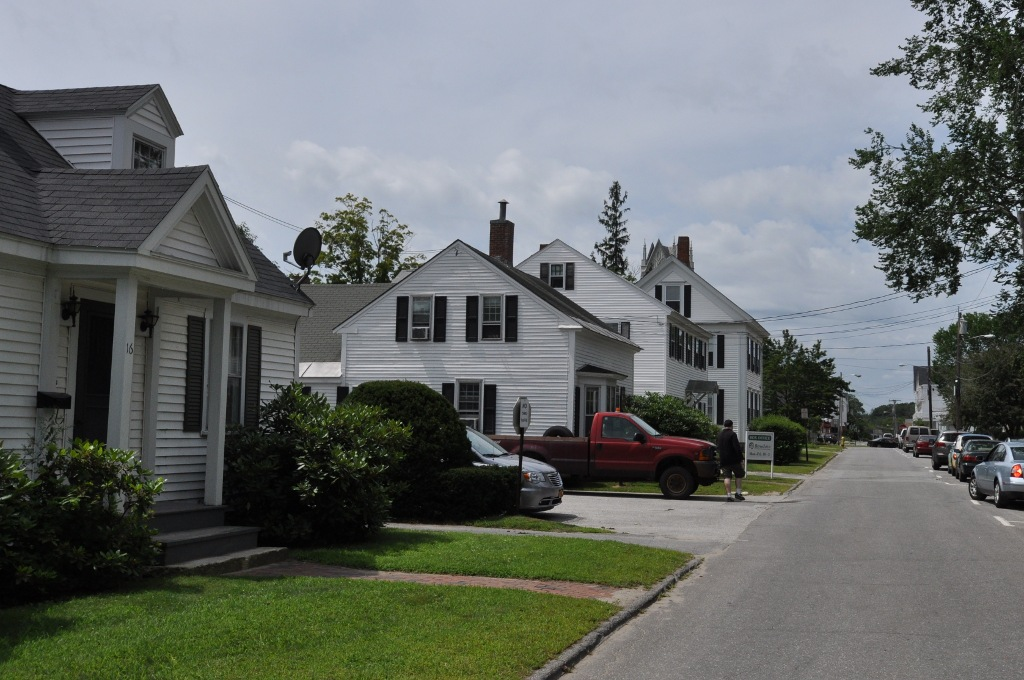
Federal Street Historic District

Eine Brücke, zehn Gebäude und vier Bezirke wurden in Brunswick unter Denkmalschutz gestellt und ins National Register of Historic Places aufgenommen.
Als Distrikt wurde unter Denkmalschutz gestellt:
- Brunswick Commercial Historic District, aufgenommen 2016, Register-Nr. 15000968
- Brunswick Commercial Historic District, aufgenommen 1976, Register-Nr. 76000092
- Lincoln Street Historic District, aufgenommen 1976, Register-Nr. 76000094
- Pennellville Historic District, aufgenommen 1985, Register-Nr. 85002923

Weitere Bauwerke:
- Androscoggin Swinging Bridge, aufgenommen 2004, Register-Nr. 03001404
- Henry Boody House, aufgenommen 1975, Register-Nr. 75000094
- Parker Cleaveland House, aufgenommen 2000, Register-Nr. 00000702
- Crystal Spring Farm, aufgenommen 2004, Register-Nr. 04000369
- John Dunlap House, aufgenommen 1979, Register-Nr. 79000138
- First Parish Church, aufgenommen 1969, Register-Nr. 69000008
- Massachusetts Hall, Bowdoin College, aufgenommen 1971, Register-Nr. 71000042
- Richardson House, aufgenommen 1974, Register-Nr. 74000165
- St. Paul’s Episcopal Church, aufgenommen 1978, Register-Nr. 78000177
- Harriet Beecher Stowe House, aufgenommen 1966, Register-Nr. 66000091
- Whittier Field Athletic Complex, aufgenommen 2017, Register-Nr. 100001238

## Wirtschaft und Infrastruktur
In der Stadt ansässige Filialen größerer Wirtschaftsbetriebe und Hauptarbeitgeber sind:
- L.L. Bean – Versandhandel für Kleidung und Outdoor-Ausrüstung
- Bath Iron Works – Schiffswerft für Kriegsschiffe
- MBNA – Kreditkartenaussteller
- mehrere Betriebe aus dem Fiberglas-Bereich
- mehrere Betriebe des Gesundheitswesens, zuständig für Maines Mid-Coast

### Verkehr
Die Stadt ist durch die Interstate 295 an das Autobahnnetz angeschlossen. Durch das Stadtgebiet verlaufen außerdem der U.S. Highway 1 sowie der U.S. Highway 201. Die Bahnstrecken Portland–Rockland, Brunswick–Skowhegan und Brunswick–Lewiston binden die Stadt an das Schienennetz an. Personenverkehr auf der Schiene wird in den Sommermonaten von Brunswick nach Rockland mit Ausflugszügen angeboten. Im Fernverkehr gibt es eine tägliche Anbindung nach Portland (Maine) und Boston.
Die Stadt hatte von 1896 bis 1937 einen Straßenbahnbetrieb, der aus Überlandlinien nach Bath, Lewiston und Portland bestand. Der Androscoggin River, der durch Brunswick fließt, ist nicht schiffbar.

### Öffentliche Einrichtungen
In Brunswick an der Pleasant Street befindet sich die Curtis Memorial Library.
Mehrere Krankenhäuser und Gesundheitsstationen befinden sich in Brunswick.

### Bildung
Das Brunswick School Department ist für die Schulbildung der Schülerinnen und Schüler in Brunswick zuständig. Folgende Schulen stehen in Brunswick zur Verfügung:
- Brunswick REAL School
- Region 10 Technical High School
- Brunswick High School
- Brunswick Junior High School
- Coffin Elementary School
- Harriet Beecher Stowe Elementary School

Zudem befindet sich mit dem Bowdoin College eine der ältesten Privatuniversitäten der Vereinigten Staaten in Brunswick.

## Persönlichkeiten

### Söhne und Töchter der Stadt
- John Stevens Cabot Abbott (1805–1877), Geistlicher und Schriftsteller
- Robert P. T. Coffin (1892–1955), Schriftsteller und Pulitzer-Preisträger
- Corey King Beaulieu (* 1983), Gitarrist
- Robert Dunlap (1794–1859), Politiker
- Josiah Ober (* 1953), Althistoriker
- Alpheus Spring Packard (1839–1905), Entomologe und Paläontologe
- Clement F. Robinson (1882–1964), Anwalt und Politiker
- John Rogers (1838–1901), Gouverneur des Bundesstaates Washington
- William E. Sawyer (1850–1883), Ingenieur und Geschäftsmann auf dem Gebiet der frühen Elektrotechnik
- Dan Walters (1966–2020), Baseballspieler
- Grant Tremblay (* 1984), Astrophysiker

### Persönlichkeiten, die vor Ort gewirkt haben
- Franklin M. Drew (1837–1925), Secretary of State von Maine
- Harriet Beecher Stowe (1811–1896), die Schriftstellerin und Abolitionistin schrieb ihren berühmten Roman Onkel Toms Hütte (1852) in Brunswick während ihr Mann Calvin Ellis Stowe am Bowdoin College unterrichtete.